# A.D. Dili Leste
A Associação Desportiva Dili Leste foi uma equipa de futebol do município de Díli no Timor-Leste, criada em 2010 para a disputa da Taça Digicel,[carece de fontes?] um torneio intermunicipal organizado pela Federação de Futebol Timorense e que equivalia ao campeonato nacional à época.
A equipa era formada por jogadores amadores provenientes dos times da região e consagrou-se campeã nas duas edições do torneio, em 2010 e 2011, como também da primeira edição da Copa 12 de Novembro, em 2013.
Em 2014, com o reavivamento dos clubes do país, e a posterior adoção do campeonato interclubes, a associação foi desativada, assim como todas as outras seleções municipais. Atualmente, disputa apenas torneios juvenis, organizados pela federação timorense.